# Aristida victoriana
Aristida victoriana är en gräsart som beskrevs av Sulekic. Aristida victoriana ingår i släktet Aristida och familjen gräs. Inga underarter finns listade i Catalogue of Life.